# Canistrum aurantiacum
Espèce
Synonymes
- Aechmea aurantiaca (E.Morren) Baker

Canistrum aurantiacum est une espèce de plantes à fleurs de la famille des Bromeliaceae. C'est une plante tropicale endémique du Brésil.

## Synonymes
- Aechmea aurantiaca (E.Morren) Baker

## Distribution
L'espèce est endémique du nord-est du Brésil, présente dans les États d'Alagoas et de Pernambouc.

## Description
L'espèce est hémicryptophyte ou épiphyte.